# 小瓦尔尼
小瓦尔尼（法語：Wargnies-le-Petit，法語發音：[waʁɲi lə pəti]）是法国上法兰西大区北部省的一个市镇，位于该省东部，与大瓦尔尼相邻，属于埃尔普河畔阿韦讷区。

## 地理
小瓦尔尼（50°17'43"N, 3°40'26"E）面积5.22 平方千米，位于法国上法蘭西大區北部省，该省份为法国最北部的省份及最长的省份，西北濒北海，西接加来海峡省，南至埃纳省和索姆省，东与比利时接壤。
与小瓦尔尼接壤的市镇（或旧市镇、城区）包括：布里、拉弗拉芒格里、弗拉努瓦、让兰、普勒欧萨尔、大瓦尔尼、奥内勒。

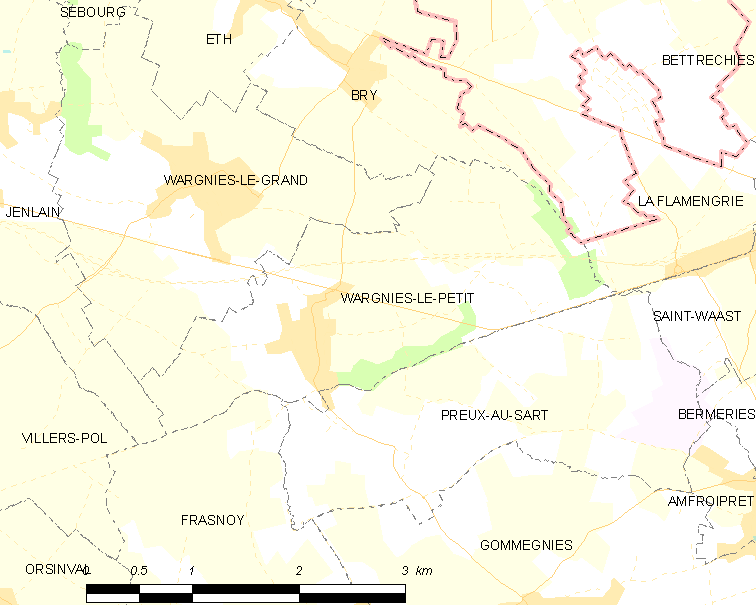
小瓦尔尼的OSM定位图

小瓦尔尼的时区为UTC+01:00、UTC+02:00（夏令时）。

## 行政
小瓦尔尼的邮政编码为59144，INSEE市镇编码为59640。

## 政治
小瓦尔尼所属的省级选区为欧努瓦-艾姆里县。

## 人口

1962-2008年间小瓦尔尼人口变化图示

小瓦尔尼于2022年1月1日时的人口数量为774人。